# Толкачёв, Борис Викторович
Бори́с Ви́кторович Толкачёв (1 августа 1966) — советский и российский футболист, защитник.

## Карьера

### Клубная
Профессиональную карьеру начал в 1983 году в курском «Авангарде», в составе которого, с перерывом, выступал до 1988 года, проведя за это время 71 матч.
В 1991 году перешёл в «Кубань», в составе которой в том сезоне провёл 19 матчей в Первой лиге СССР. В 1992 году дебютировал в Высшей лиге России, всего в том сезоне сыграл 21 матч.
В 1994 году вернулся в «Авангард», за который затем выступал до 1998 года, проведя за это время 155 игр и забив 2 гола в первенстве, и ещё сыграл в 6 матчах Кубка России.
В 2002 году провёл свой последний профессиональный сезон в составе новомосковского «Дона», за который выступал до 31 июля, сыграв 11 матчей в первенстве, и ещё 1 игру проведя в Кубке, «отличившись» в ней автоголом.

## После карьеры
После завершения карьеры профессионального игрока выступал за сборную ветеранов курского «Авангарда», в прошедшем 23 августа 2008 года в рамках празднования 65-летия Победы в Курской битве товарищеском матче с командой ветеранов сборной бывшего СССР был признан лучшим игроком матча.